# 489 (numero)
Quattrocentoottantanove (489) è il numero naturale dopo il 488 e prima del 490.

## Proprietà matematiche
- È un numero dispari.
- È un numero composto con 4 divisori: 1, 3, 163, 489. Poiché la somma dei suoi divisori (escluso il numero stesso) è 167 < 489, è un numero difettivo.
- È un numero semiprimo.
- È un numero ottaedrico.
- È un numero fortunato.
- È parte delle terne pitagoriche (489, 652, 815), (489, 13280, 13289), (489, 39852, 39855), (489, 119560, 119561).

## Astronomia
- 489 Comacina è un asteroide della fascia principale del sistema solare.
- NGC 489 è una galassia lenticolare della costellazione dei Pesci.

## Astronautica
- Cosmos 489 è un satellite artificiale russo.